# Liste der Baudenkmäler in Commerden
Die Liste der Baudenkmäler in Commerden enthält die denkmalgeschützten Bauwerke auf dem Gebiet der Stadt Erkelenz im Kreis Heinsberg in Nordrhein-Westfalen (Stand: Oktober 2011). Diese Baudenkmäler sind in der Denkmalliste der Stadt Erkelenz eingetragen; Grundlage für die Aufnahme ist das Denkmalschutzgesetz Nordrhein-Westfalen (DSchG NRW).

| Bild           | Bezeichnung    | Lage                               | Beschreibung      | Bauzeit | Eingetragen seit  | Denkmal- nummer |
| -------------- | -------------- | ---------------------------------- | ----------------- | ------- | ----------------- | --------------- |
| weitere Bilder | Wegekapellchen | Commerden Luxemburger Straße Karte | Um 1900 verputzt. | 18. Jh. | 30. November 1983 | 133             |